# Пилорже, Жан-Марк
Жан-Марк Пилорже (фр. Jean-Marc Pilorget; род. 13 апреля 1958, Париж) — французский футбольный защитник и тренер. Чемпион и двукратный обладатель Кубка Франции с клубом «Пари Сен-Жермен».

## Биография
С детства играл в клубе «Моранжи», в котором провёл восемь лет. Весной 1975 года на 17-летнего футболиста обратил внимание скаут клуба «Пари Сен-Жермен» Рене Боль. Спустя пять месяцев Полирже дебютировал в составе ПСЖ как один из так называемых «четырёх мушкетёров» вместе с Франсуа Бриссоном, Лионелем Жюстье и Тьерри Мореном.
В мае 1982 года забил решающий пенальти в финале Кубка Франции против «Сент-Этьена», где тогда играл Мишель Платини. Этот трофей стал первым в истории ПСЖ. Спустя год вторично завоевал с клубом Кубок Франции. В сезоне 1985/1986 годов провёл все матчи регулярного чемпионата и завоевал с ПСЖ чемпионское звание. Пилорже более трех десятилетий являлся абсолютным лидером по выступлениям за «Пари Сен-Жермен», проведя 436 матчей во всех турнирах (в 2024 году рекорд превзошёл Маркиньос). За годы выступлений за парижский клуб он забил в общей сложности 17 голов. В предпоследний год в ПСЖ был передан в аренду «Канну». После 14 лет в ПСЖ перешёл в начале сезона 1989/1990 в «Генгам», но, отыграв один сезон в этом клубе, завершил профессиональную карьеру. После этого два года выступал как любитель за «Стад Рафаэльюаз».
Пилорже играл за молодёжную сборную Францию 21 года в 1977 году, провёл также три матча за олимпийскую сборную Франции, но никогда не играл за национальную команду страны. В мае 1981 года был вызван в национальную сборную на домашний товарищеский матч против сборной Бразилии, но на поле так и не вышел. В конце 1983 года был приглашён в тренировочный лагерь сборной, но ночью с 18 на 19 декабря попал в тяжёлую автомобильную аварию, положившую конец международной карьере. Пилорже также пропустил остаток сезона 1983/1984 с ПСЖ и большую часть следующего, в котором вышел на поле только один раз, 23 марта 1985 года против «Нанси».
В 1992 году начал тренерскую карьеру. В течение одного сезона занимал пост главного тренера марсельского клуба «Андум», после чего провёл четыре года во «Фрежюсе» (в том числе один год как тренер молодёжного состава). Следующие 11 лет тренировал в Париже, сменив несколько команд и в том числе выиграв с ФК «Париж» группу D 4-го эшелона чемпионата Франции в 2006 году. Вернувшись на юго-восток страны, с 2012 по 2014 год тренировал «Канн». Вернулся в этот клуб после короткого периода работы с клубом «Этуаль» (Фрежюс — Сан-Рафаэль).

## Личная жизнь
Пилорже — отец двух дочерей, Марины и Жюли. В 2011 году 25-летняя Жюли, будучи на отдыхе в Таиланде, неожиданно скончалась, согласно официальному диагнозу (который сам Пилорже отказался принять), от миокардита.